# Кariljon
Кariljon je muzički instrument tipično smešten u zvoniku crkve ili opštinske zgrade. Instrument se sastoji od najmanje 23 livena bronzana zvona u obliku čaše, koja se sviraju serijski da bi se proizvela melodija ili zajedno da bi se svirao akord. Tradicionalni manuelni kariljon igra se udaranjem po klavijaturi, s dirkama nalik na štapove koje se nazivaju palicama, i pritiskom stopala na tastere na pedalnoj klavijaturi. Tasteri mehanički aktiviraju poluge i žice povezane metalnim klapnama koje udaraju u zvona.
Iako to nije uobičajeno, pravi kariljoni su povremeno ugrađivani na pozorišne organe (umesto metalnih šipki ili zvona koji se češće koriste u simulaciji), poput Hristijevih organa u bioskopu Regal, Marbl Arč, u Londonu. Instrument sličan kariljonu sa manje od 23 zvona naziva se čajm.
Najveći kariljon na svetu, sa 120 zvona, nalazi se u palati Mafra u Portugaliji.
Kariljion je drugi po težini od svih postojećih muzičkih instrumenata, rangirajući se iza samo najvećih orgulja. Najteži kariljon na svetu (u Riversajd crkvi u Njujork Sitiju) težak je oko 91 tonu, dok je Vanamejkerov organ u Filadelfiji težak 260 ton).

## Muzičke karakteristike
Svetska kariljonska federacija definiše kariljon kao „muzički instrument sastavljen od podešenih bronzanih zvona koja se sviraju palicom na tastaturi. U obzir će biti uzeti samo oni kariljoni koji imaju najmanje 23 zvona. Instrumenti izgrađeni pre 1940. godine i sastavljeni od između 15 i 22 zvona mogu se označiti kao ’istorijski kariljoni'.”
GCNA vodič kariljona u Severnoj Americi definiše kariljon kao „muzički instrument koji se sastoji od najmanje dve oktave zvona kariljona poređanih u hromatske serije i sviranih sa tastature koja omogućava kontrolu izražavanja kroz varijaciju dodira. Kariljonska zvona su od livene bronze u obliku čaše čiji su delimični tonovi u takvom harmonijskom međusobnom odnosu da omogućavaju da mnoga takva zvona zvuče zajedno u različitim akordima sa skladnim i saglasnim efektom." GCNA definiše „tradicionalni kariljon“ kao onaj koji se svira na mehaničkoj (ne elektrifikovanoj) paličnoj tastaturi, i „netradicionalni kariljon“ kao muzički instrument sa zvonima, ali koji se svira automatizovanim mehaničkim ili elektro-mehaničkim sredstvima, ili sa električne ili elektronske tastature.
Budući da svaku notu proizvodi pojedinačno zvono, muzički opseg kariljona određuje se brojem zvona koja ima. Instrumenti se dodeljuju različitim imenima na osnovu broja zvona koja sadrže:
- Kariljoni sa između 23 i 27 zvona nazivaju se kariljonima od dve oktave. Svirači ovih instrumenata često koriste muziku uređenu posebno za njihov ograničeni opseg nota.
- Koncertni kariljion ima opseg od najmanje četiri oktave (47 zvona). Ovo se ponekad naziva kariljonom „standardne veličine”.

Riversajd kariljon u Njujork Sitiju ima najveće podešeno kariljonsko zvono na svetu, koje zvuči C2 (dve oktave ispod srednjeg C).
Putujući ili pokretni kariljoni nisu smešteni u toranj, ali se mogu transportovati. Neki od njih mogu se svirati u zatvorenom prostoru - u koncertnoj dvorani ili crkvi - poput mobilnog kariljona Franka Stajdžnsa.
Loše podešena zvona često ostavljaju „neusklađeni“ utisak, a takođe mogu biti neusklađena sa sobom. To je zbog neobičnih harmonskih karakteristika livačkih zvona, koja imaju snažne prizvuke iznad i ispod osnovne frekvencije.

### Škole kariljona
Prva međunarodna škola kariljona na svetu, Kraljevska škola kariljona „Džef Denin“, nalazi se u Mehelenu, u Belgiji, gde je i nastalo izučavanje kampanologije. Među ostalim školama kariljona nalazi se Holandska kariljonska škola u Amersfortu.
Džordž Kadberijeva kariljonska škola otvorena je 2006. godine i jedina je škola kariljona u Velikoj Britaniji.
Još jedna međunarodna škola kariljona, Skandinavska škola kariljona u Legumklosteru u Danskoj, osnovana je 1979. Ona služi uglavnom Skandinavcima, mada postoji saradnja sa drugim školama kariljona na univerzitetskom nivou uz razmenu studenata.
Brojni univerziteti i dodiplomske institucije koriste kariljone kao deo svoje tradicije. Na Univerzitetu Prinston postoji kariljon od 67 zvona koja se mogu čuti svake nedelje popodne uz nastupe Lise Loni. Univerzitet Jejl u Nju Hejvenu, u državi Konektikat, dom je jednog od svetskih, potpuno studentskih cehova kariljonera. Članovi ove grupe biraju se audicijom, nakon intenzivnog petonedeljnog programa obuke za potencijalne regrute. Jejlski memorijalni kariljon može se čuti sa univerzitetskog kultnog tornja Harknes dva puta dnevno. Sličan program vode studenti na Univerzitetu Teksasa u Ostinu. Smit koledž u Northemptonu, Masačusets, kompletirao je svoj kariljon od 48 zvona 2009. godine, devedeset godina nakon što su prva zvona okačena 1919. godine. Midlberi koledž u Vermontu ima 48 zvona koji se nalaze u tornju spomen-kapele Mid u koledžu. Univerzitet u Torontu u Kanadi ima kariljon sa 51 zvonom, koji se nalazi u Kuli vojnika, i jedini je kanadski univerzitet sa funkcionalnim kariljonom.

## Mehanička galerija
- Kontrolni bubanj salcburškog kariljona. Postoji 7940 otvora u koje se mogu umetnuti vijci.
- Mašine za sviranje automatizovane muzike na kariljonu, unutar zvonika, Gent, Belgija
- Moderna kariljonska tastatura sa zatvorenim velikim delom mehanizma
- Kariljionista Brajan Svager svira istorijski klariljon Amedi Bolija u katedrali Perpignan.
- Kariljionista daje demonstraciju demonstrira koristeći strane šaka za udaranje klavira klaviera (tastature)
- Himna Ukrajine. Kariljion zlatokupolnog manastira Svetog Mihaila, Kijev.

## Literatura
- Boogert, Loek, André Lehr, and Jacques Maassen. 45 Years of Dutch Carillons, 1945–1990. Asten, the Netherlands: Netherlands Carillon Society, 1992.  90-900345-0-1.
- Huybens, Gilbert. Carillons et Tours de Belgique. Ghent, Belgium: Ludion Editions, 1994.  90-5544-019-1.
- Keldermans, Karel, and Linda Keldermans. Carillon: The Evolution of a Concert Instrument in North America. Springfield, IL: Springfield Park District, 1996.  0-9652252-0-8.
- Lehr, André. The Art of the Carillon in the Low Countries. Tielt, Belgium: Lannoo, 1991.  90-209-1917-2.
- Rombouts, Luc. Singing Bronze: A History of Carillon Music. Leuven, Belgium: Leuven University Press, 2014.  978-90-5867-9567.
- Swager, Brian. A history of the carillon: its origins, development, and evolution as a musical instrument. Document (D. Mus.). Indiana University, 1993.
- Willis, Stephen Charles. Bells through the Ages: from the Percival Price Collection = Les Cloches à travers les siècles: provenant du fonds Percival Price. Ottawa: National Library of Canada, 1986. 34 p., ill. with b&w photos. N.B.: Prepared on the occasion of an exhibition of the same title, based on the collection of bell and carillon related material and documentation, of former Dominion Carilloneur (of Canadian Parliament, Ottawa), Percival Price, held at the National Library of Canada (as then named), 12 May to 14 Sept. 1986; some copies come with the guide to the taped dubbings of the recordings played as background music to the displays, as technically prepared by Gilles Saint-Laurent and listed by Stephen Charles Willis, both of the library's Music Division; English and French texts respectively divided into upper and lower portions of each page.  0-662-54295-9
- „FAQ : Hopeman Memorial Carillon : University of Rochester”. Sas.rochester.edu.
- „The Carillon City Bells Toll for Perth!”. Carillon City. 23. 5. 2013. Архивирано из оригинала 20. 6. 2013. г. Приступљено 11. 8. 2019.
- „Carillon”, Chapel, US: Duke.
- „ROUEN : restauration du Carillon de la Cathédrale Notre-Dame”. Paccard.com. Архивирано из оригинала 2019-02-28. г. Приступљено 2016-04-15.
- „Restaurées à Annecy, les cloches de la cathédrale seront de retour à Rouen, après Pâques”. Архивирано из оригинала 24. 04. 2016. г. Приступљено 12. 12. 2020.
- Tlatelolco, Vivir En (2012-03-26). „Vivir en Tlatelolco: El carrillón de Tlatelolco”. Vivir en Tlatelolco. Приступљено 2019-05-06.

## Spoljašnje veze
- World Carillon Federation
- British Carillon Society Архивирано на веб-сајту  (13. август 2020)
- Guild of Carillonneurs in North America
- Tower Bells
- Flemish Carillon Guild
- Royal Carillon School "Jef Denyn", Mechelen, Belgium
- Museum Klok en Peel Архивирано на веб-сајту  (21. новембар 2018) (Carillon Museum in the Netherlands)
- Yale University Guild of Carillonneurs
- University of Kansas World War II Memorial Campanile and Carillon Архивирано на веб-сајту  (8. април 2011)
- Peace Tower Carillon, Ottawa, Ontario, Canada Архивирано на веб-сајту  (1. јул 2008)
- The Carillon.
- Niagara Historic Digital Collections
- Mobile/traveling Carillon of Frank Steijns
- Cast in Bronze traveling carillon
- Utrechtse Klokkenspel Vereniging (Utrecht Carillon Society)
- Netherlands Carillon School
- Dutch Carillon Society, the Netherlands
- John Klein: "A Christmas Sound Spectacular" (RCA, 1959)
- [https://www.youtube.com/watch?v=oSX9R7MrD28 John Klein: "Let's Ring The Bells All Around The Christmas Tree" (RCA, 1964)
- Rose Marie Seuntiens, NL, Архивирано из оригинала 2011-07-24. г.
- Joey Brink: "Composing for Carillon"